# HD123515
HD123515 — хімічно пекулярна зоря спектрального класу B8, що має видиму зоряну величину в смузі V приблизно  6,0.
Вона  розташована на відстані близько 548,2 світлових років від Сонця.

## Фізичні характеристики
Телескоп Гіппаркос зареєстрував фотометричну змінність  даної зорі з періодом    1,46 доби в межах від  Hmin= 5,99 до  Hmax= 5,93.

## Пекулярний хімічний склад
Зоряна атмосфера HD123515 має підвищений вміст 
Si
.